# Gare d'Estinnes
La gare d'Estinnes est une ancienne gare ferroviaire de la ligne 109, de Cuesmes à Chimay située à Estinnes-au-Mont, sur le territoire de la commune d'Estinnes, dans la Province de Hainaut en Région wallonne.
Mise en service en 1868, elle ferme en 1962.

## Situation ferroviaire
Établie à 109 mètres d'altitude, la gare d'Estinnes était située au point kilométrique (PK) 14,8 de la ligne 109, de Cuesmes à Chimay entre les gare de Vellereille-le-Sec et la bifurcation d'Estinnes / Faurœulx avec la ligne 108. 

## Historique
La station d'Estinnes est mise en service le 10 janvier 1868 par la Compagnie des chemins de fer des bassins houillers du Hainaut lorsqu'elle inaugure la section reliant Mons à Bonne-Espérance, sur le chemin de fer concédé de Frameries à Chimay. Le rachat par l’État de la Société générale d'exploitation de chemins de fer, concrétisé en 1871, inclut la concession de Frameries à Chimay et ses embranchements. L'Administration des chemins de fer de l'État belge, future SNCB, reprend l'exploitation et prolonge la ligne vers Chimay, en passant par Thuin. La ligne est parcourable de bout en bout en 1882.
L'agrandissement du bâtiment des recettes est adjugé le 5 février 1892 pour un montant de près de 11 700 francs.
La section de Cuesmes à Lobbes perd ses trains de passagers le 30 septembre 1962. La section entre Vellereille-le-Sec et Bienne-lez-Happart, où se trouve la gare d'Estinnes, ne voit plus passer le moindre train et est démantelée.

## Patrimoine ferroviaire
Le bâtiment de la gare est toujours présent sur le site. Il est du même type que celui des gares de Hyon-Ciply et Harmignies, également réaffectés après la fin des dessertes ferroviaires.